# Цвингенберг (Бергштрасе)
Цвингенберг (њем. Zwingenberg) град је у њемачкој савезној држави Хесен. Једно је од 22 општинска средишта округа Бергштрасе. Према процјени из 2010. у граду је живјело 6.788 становника. Посједује регионалну шифру (AGS) 6431022.

## Географски и демографски подаци
Цвингенберг се налази у савезној држави Хесен у округу Бергштрасе. Град се налази на надморској висини од 100 метара. Површина општине износи 5,7 km². У самом граду је, према процјени из 2010. године, живјело 6.788 становника. Просјечна густина становништва износи 1.199 становника/km².

## Међународна сарадња
| Мјесто  | Држава               | Врста сарадње | Од    |
| ------- | -------------------- | ------------- | ----- |
| Тетбери | Уједињено Краљевство | партнерство   | 1981. |
|         | Француска            | партнерство   | 1968. |
| Извор   |                      |               |       |